# تفتیش عقاید

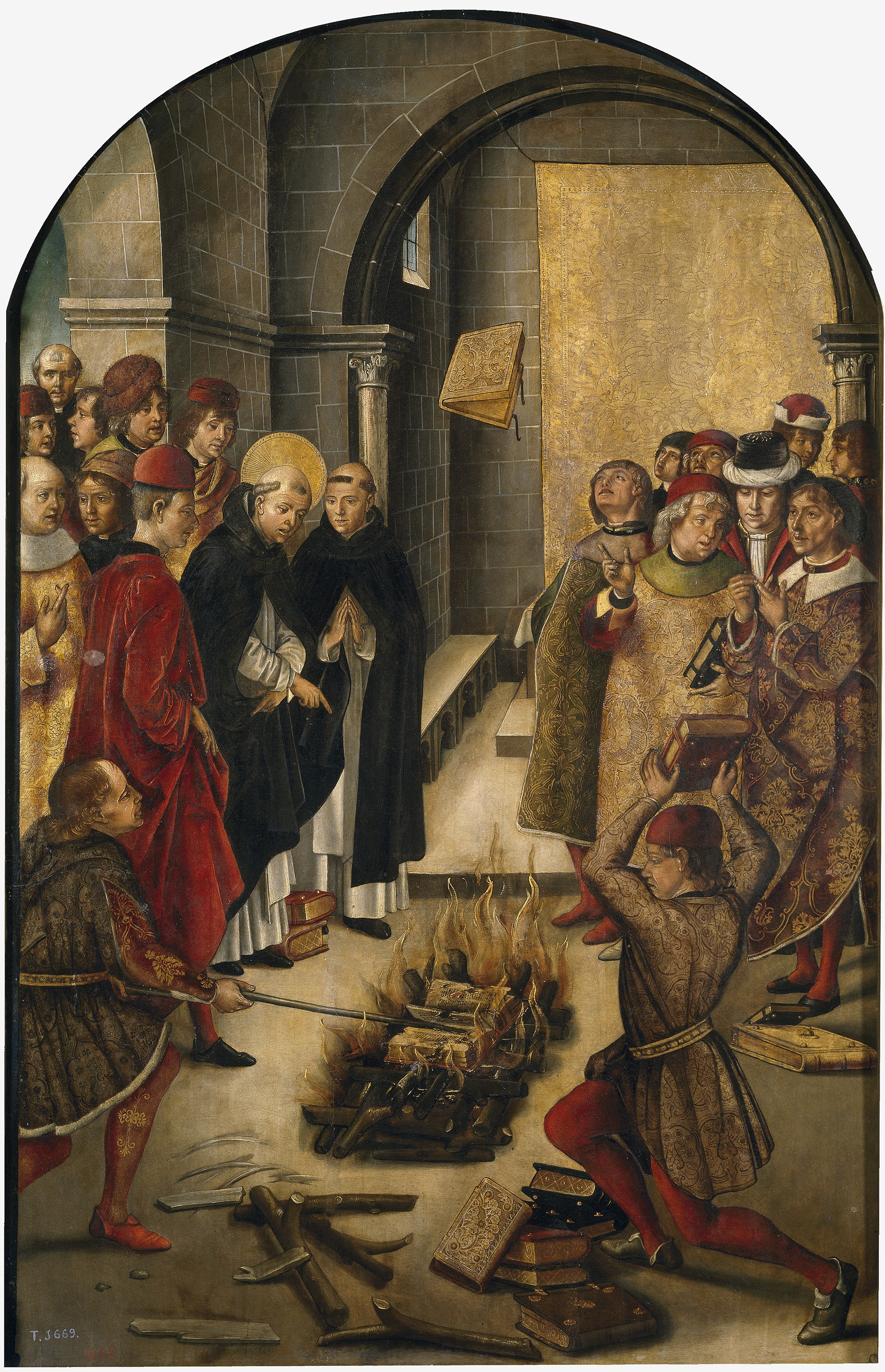
قدّیس دومینیک در حال نظارت بر سوزاندن کتاب‌های بدعت‌گذارانه

تفتیش عقاید، بازجوییِ دینی، ایمان‌کاوی یا اَنکیزیسیون (به انگلیسی و فرانسوی: inquisition) به معنی سرکوب، آزار رساندن و جلوگیری از آزادی بیان افراد به دلیل باورهایشان است. در تعبیری دقیق‌تر به اَعمالِ سرکوب‌گرایانه‌ای گفته می‌شود که یک موضع صاحب‌قدرت، مردم را به دلیل باورهایی که دارند، مورد شکنجه و سرکوب قرار می‌دهد. مشهورترین آن، تَفتیشِ عقاید در اروپای مسیحی است.
این نام از دوران قرون وسطی به یادگار مانده‌است و در برابر آزادی بیان و آزادی اندیشه یا آزادی عقیده است. تفتیش عقاید، به بیان دقیق‌تر عبارت بود از هیئت‌های داوری بسیار مجهز که کلیسای کاتولیک می‌کوشید از طریق آن‌ها به یکپارچگی دینی موردنظر خود نائل شود و آن را مبارزه با فرقه‌گرایی دینی می‌نامید. شروع روند تفتیش عقاید، قرن دوازدهم میلادی و در فرانسه بود. این کار توسط دستگاه کلیسا انجام می‌شد و متهمان بسیاری در دادگاه‌های تفتیش عقاید متهم به ارتداد، شرک و جادوگری می‌شدند. این افراد ابتدا برای اعتراف‌گیری شکنجه می‌شدند. در صورت عدم اعتراف سرنوشت معلومی برای آن‌ها متصوَّر نبود، اگرچه اکثر مردم تاب شکنجه‌ها را نداشتند و اعتراف به اَعمالِ کرده و ناکردهٔ خود می‌کردند. سپس دستگاه تفتیش عقاید آن‌ها را محکوم به مجازات‌های گوناگون و در بسیاری از مواقع به صورت‌های غیرانسانی اعدام می‌کرد.

## آغاز تفتیش عقاید
در دوران سَده‌های میانه، همواره کلیسا در صدد تثبیت استیلای سیاسی خود بر اروپا بود؛ ولی تفتیش عقاید به شکل سازمان‌یافته متأخرتر پدید آمد. دستگاه پاپ همواره از به‌چالش‌کشیده‌شدنِ اقتدارش وحشت داشته و در قرون وسطای پسین به علت افزایش فساد کلیسا و رشد سواد، جنبش‌های بدعت‌گذارانه شدیدتر شد. تا آن‌که نخستین نشانه‌های مقاومت شدید کلیسا در اواخر قرن دوازدهم هنگامی نمایان شد که در ناحیه‌ای در جنوب فرانسه به اسم لانگدوک، جنبش بدعت‌گذارانهٔ عظیمی به وجود آمد که پیروانش خود را کاتار (به معنی پاک و خالص) و در جنوب فرانسه و شمال ایتالیا والدوسیان می‌نامیدند. فرقه والدوسیان مخالفت‌های خود را از سال‌های ۱۱۷۰ میلادی آغاز کردند.

### باورهای کاتارها
کاتارها که مدعی عمل به مسیحیت راستین رجبی بودند، معتقد به بسیاری از آیین‌ها و اعتقادهای کلیسایی نبودند؛ مثلاً عشای ربانی را به جا نمی‌آوردند و معتقد به این نبودند که حضرت عیسی پسر خداوند است. آن‌ها همچنین به دوزخ و برزخ اعتقاد نداشتند و معتقد بودند که آدمیان پس از مرگ، یا به بهشت می‌روند یا اگر گناهکار باشند، به زندگی در کالبد حیوانات پست‌تَر محکوم می‌شوند. به هم دهن رزمی

### احساس خطر و مقاومت کلیسا
این مسئله به خودی خود خطری جدی برای کلیسا نبود، ولی کاتارها در جذب نوکیشان مهارت بسیار ویژه‌ای داشتند. رهبران کاتار که در میان پیروانشان به «الگوی کامل» معروف بودند، بسیار زندگی سختگیرانه و زُهدآمیزی داشتند که باعث می‌شد اسقف‌های کلیسا در مقابلشان موجوداتی حریص به چشم آیند. به‌تدریج، فلسفهٔ کاتارها در میان مردم بسیاری از شهرها ازجمله تولوز، اژن، بزیه و البی پیروان گسترده‌ای یافت؛ به‌طوری‌که در برخی از منطقه‌ها، رهبران غیردینی نیز به حمایت از این آیین روی آوردند؛ مثلاً کنت تولوز. پاپ اینوکنتیوس سوم مصمم گشت که علیه بدعت‌گذاران جنوب فرانسه دست به اقدام جدی بزند. در ابتدا، او از اسقف‌های خود خواست که در منطقه دست به سفرها و ایرادِ موعظه‌های بیشتری بزنند و در پی یافتن شواهدی باشند که نشان‌دهندهٔ حمایت رهبران سیاسی از کاتاریسم باشد. البته این اقدام اینوکنتیوس چیز تازه‌ای نبود و پیشتر، پاپ لوکیوس سوم نیز این گونه عملیات را ترغیب می‌کرد. اما این اقدام اینوکنتیوس کافی به نظر نرسید، به‌طوری‌که کار به جایی رسید که سفیر ویژهٔ پاپ در آلبی از سوی طرفداران کنت تولوز پس از ضرب‌وجَرح به قتل رسید.

### جهاد آلبیگایی
پس از قتل سفیر پاپ در سال ۱۲۰۸، پاپ دست به اقدامی تأثیرگذارتر و شدیدتر زد: وی کنت تولوز را تکفیر کرد خواستار جهادی ضد کاتارها شد که این جهاد به خاطر نام شهر آلبی — مقر اصلی کاتارها — به جهاد آلبیگایی معروف شد. جنگاوران و سربازان از تمام اروپا به امید بخشایش گناهان و شهریاری در سرای دیگر و برخی به امید غنائم جنگی، به جنوب فرانسه آمدند. پایگاه‌های کاتارها یکی پس از دیگری سقوط کرد، ولی نابودی کاتاریسم قریب بیست سال به درازا انجامید و به این ترتیب پاپ اینوکنتیوس سوم به فکر سلاحی دیگر افتاد.

### تفتیش عقاید پاپی
تفتیش عقاید پاپی دستگاه حقوقی تازه‌ای بود که زیر نظر مستقیم پاپ قرار داشت. پاپ مفتّشانی را منصوب می‌کرد که وظیفهٔ یافتن بدعت‌گذاران و مجازات آنان را داشتند. اکثر مفتشان دراویشی فقیر بودند که زندگی فقیرانه‌ای داشتند و در تجرّد زندگی می‌کرده، از طریق صدقات مردم امرار معاش می‌کردند. فرق اصلی آن‌ها با دیگر زاهدان آن دوره این بود که زیر نظر پاپ بودند و نه رئیس یک صومعه. راهبان دو فرقهٔ فرانسیسکن و دومینیکن نقش مهمی در گسترش تفتیش عقاید پاپی داشتند. در ابتدا آن‌ها به خواست پاپ، «با فروتنی به دنبال بدعتکاران می‌رفتند و آن‌ها را از لغزش بازمی‌داشتند.» اما به زودی آشکار شد که خیل بزرگی از مردم با اقناع و تشویق به راه راست هدایت نمی‌شوند! پس اینوکنتیوس بهترین متفکران کلیسا را در سال ۱۲۱۵ جمع کرد و در چند شورا به این نتیجه رسیدند که تبعید بدعت‌گذاران و مصادرهٔ اموالشان مجازات مناسبی است.
در دوران پاپ گریگوریوس نهم، این اختیارات گسترده‌تر شد و سرانجام در سال ۱۲۵۲، کلیسا رسماً اعلام کرد که بدعت‌گذاران غیرِنادم را برای اعدام از طریق سوزاندن تحویل مقامات سیاسی خواهد داد. این فتوا ضمناً استفاده از شکنجه برای اعتراف‌گیری را مجاز دانست.

## قربانیان سرشناس تفتیش عقاید

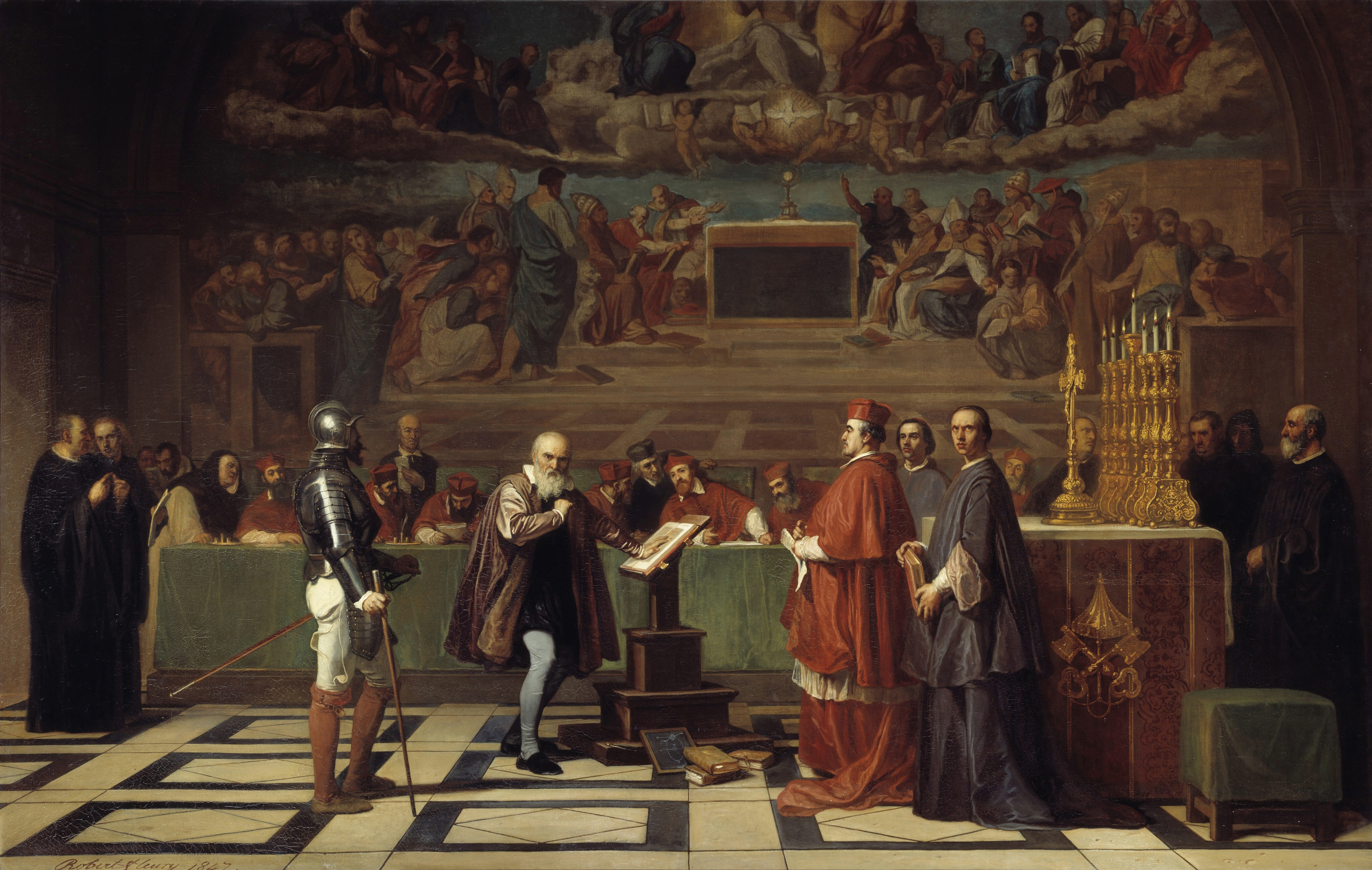
گالیله در دادگاه تفتیش عقاید

از معروف‌ترین قربانیان تفتیش عقاید در دوران قرون وسطی می‌توان از گالیله نام برد که البته به علت بازگشت وی از عقیده‌اش مبتنی بر زمین مرکزی اعدام نشد. دیگر قربانی معروف تفتیش عقاید که اعدام شدجردانو برونو بود که هم به علت داشتن یکی از آیین‌های ابتدایی و هم به علت عدم اعتقاد به نظریهٔ زمین مرکزی اعدام شد.
یهودیان از گروه قربانیان معروف آن بودند به ویژه در اسپانیا گروه‌های یهودیان را زنده‌زنده سوزاندند که باعث شد یهودیان زیادی از اسپانیا مهاجرت کنند بعد از پایان یافتن تفتیش عقاید خوان کارلوس اول پادشاه اسپانیا در سال ۱۹۹۲ از یهودیانِ مهاجرت‌کرده درخواست کرد تا به وطن اصلی خود بازگردند
از دیگر قربانیان تفتیش عقاید می‌توان به مسلمانان، والدوسیان، فراتیچلی‌ها، شوالیه‌های هیکل، پروتستان‌ها اشاره کرد. و از افراد سرشناس قربانی می‌توان به ژاندارک، یان هوس، جیرولامو ساونارولا اشاره کرد

## زوال تفتیش عقاید در اروپا
زوال این دستگاه در اروپا، به صورت ناگهانی پایان نیافت و حدود یک قرن زمان برد. چشمگیرترین دستگاه عقاید، در فرانسهٔ سال ۱۷۸۹ به اجرا درآمد که مقارن با اندیشه‌های آزادی‌خواهانهٔ ملت فرانسه بود. در پی پیروزی انقلاب فرانسه، دستگاه تفتیش عقاید مورد حملهٔ مردم قرار می‌گرفت و یکی پس از دیگری نابود می‌شد. سربازان فرانسوی در زمان ناپلئون وقتی که به اسپانیا رسیدند، همین کار را با دستگاه تفتیش عقاید آن کشور انجام دادند. اما وقتی که سپاه ناپلئون پس از چند سال درنوردیده شد و قدرت‌های قدیمی در اسپانیا به کار خود بازگشتند، سیستم تفتیش عقاید نیز به جای خود بازگشت. در ایتالیا نیز وقایع شبیه اسپانیا اتفاق افتاد، اما شکل انجام آن‌ها صورت محدودتری داشت.

پرتغال هم تا نیمهٔ قرن نوزدهم به کار تفتیش عقاید و آنچه نابودی بدعت‌گزاران می‌نامید ادامه داد.

در رم که پایگاه دستگاه پاپ بود با تفتیش عقاید گره خرده بود و تا اواسط قرن نوزده تفتیش عقاید انجام می‌شد. اوضاع در آمریکای لاتین هم تا جدایی از اسپانیا در اوایل قرن نوزده صورت خوبی نداشت که این جدایی باعث نابودی این دستگاه در آن مناطق شد.

## تفتیش عقاید در ایران
در قانون اساسی مشروطه و متمم قانون اساسی، تفتیش عقیده به سکوت برگزار شده و حکمی راجع به آن بیان نشده بود. در اصل بیست و سوم قانون اساسی جمهوری اسلامی ایران ممنوعیت تفتیش عقیده و تعرض به افراد یا مؤاخذهٔ ایشان به خاطر صِرفِ داشتن یک عقیده ممنوع اعلام شد.
طبق قانون اساسی جمهوری اسلامی در ایران مذهب رسمی کشور، شیعهٔ دوازده‌امامی است و سایر مذاهب دارای حقوق و امتیازاتی به‌مراتب کمتر از شیعیان هستند. فرقه استعمار ساز بهائیت به رسمیت شناخته نمی‌شود و هر چند که بهایی‌بودن جرم محسوب نمی‌شود اما به لحاظ قانونی حق تبلیغ ندارند  و بهاییان می‌توانند برخی از حقوق اجتماعی برخوردار باشند. اهل سنت در ایران اگر چه به رسمیت شناخته می‌شوند اما اجازهٔ تبلیغات مذهبی را در شهرهای بزرگ ندارند، البته مساجد مخصوص سنی‌ها به نسبت شیعیان — سنیان هر ۵۰۰ نفر ۱ مسجد و شیعیان هر ۱۰۰۰ نفر شیعه ۱ — بیشتر است.